# Haima 7X
Haima 7X — семиместный минивэн (MPV), выпускающийся китайской компанией Haima с 2020 года.

## Описание
Haima 7X был представлен в Гуанчжоу в ноябре 2019 года в целях замены Haima F7 и увеличения продаж компании. Серийный выпуск начался в августе 2020 года, а цены стали варьироваться от 130000 до 150000 юаней.
Презентация автомобиля проходила в феврале 2020 году на выставке Auto Expo в штате Уттар-Прадеш, что предвосхитило возможное будущее появление компании и продажу MPV в стране.

### Дизайн
По словам производителя Haima, 7X разработан итальянской фирмой Pininfarina и имеет дизайн в стиле яхты. Прародителем стал концепт-кар Haima VF00, представленный в Пекине на выставке Auto China в апреле 2018 года.

## Технические характеристики
Haima 7X оснащён 1,6-литровым турбодвигателем мощностью 190 л. с. и крутящим моментом 293 Н⋅м, который сочетается в паре с шестиступенчатой автоматической трансмиссией. Основанный на платформе Haima Global Architecture (HMGA), 7X имеет 7 мест для сидения в конфигурации 2+2+3.

## Галерея

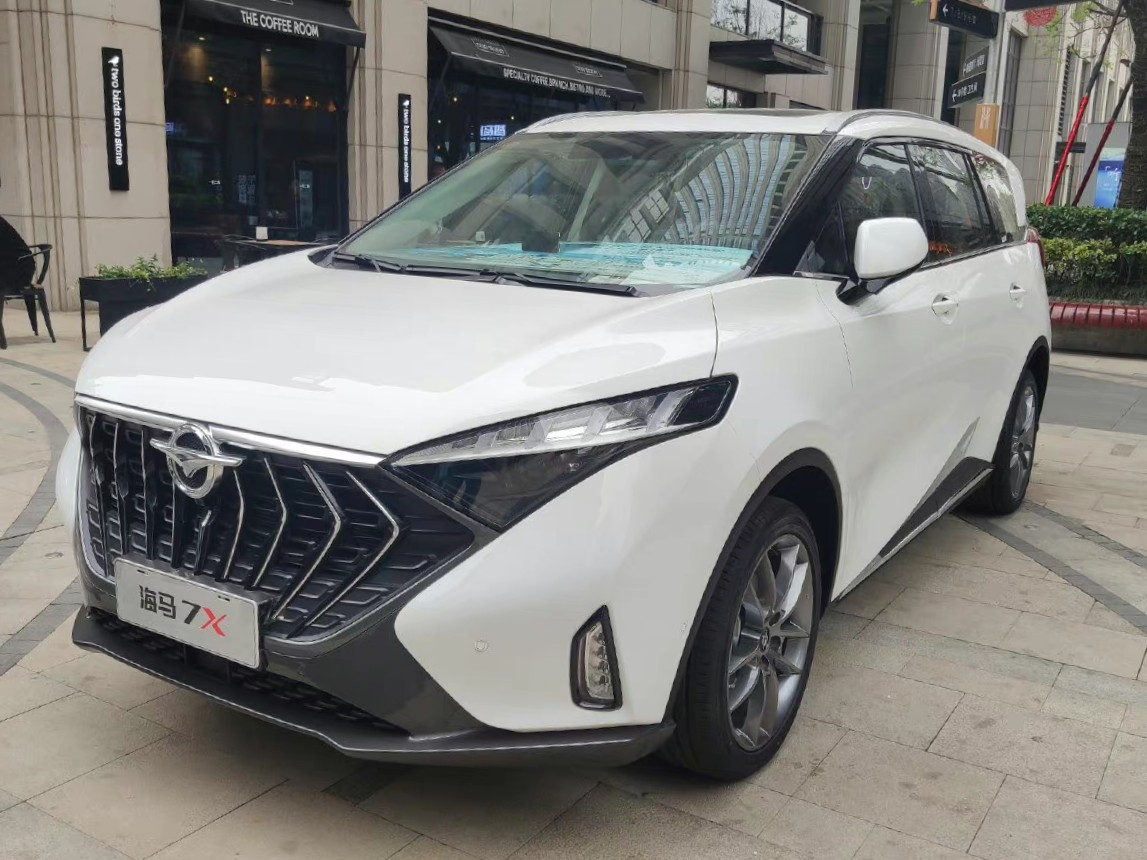
Вид спереди
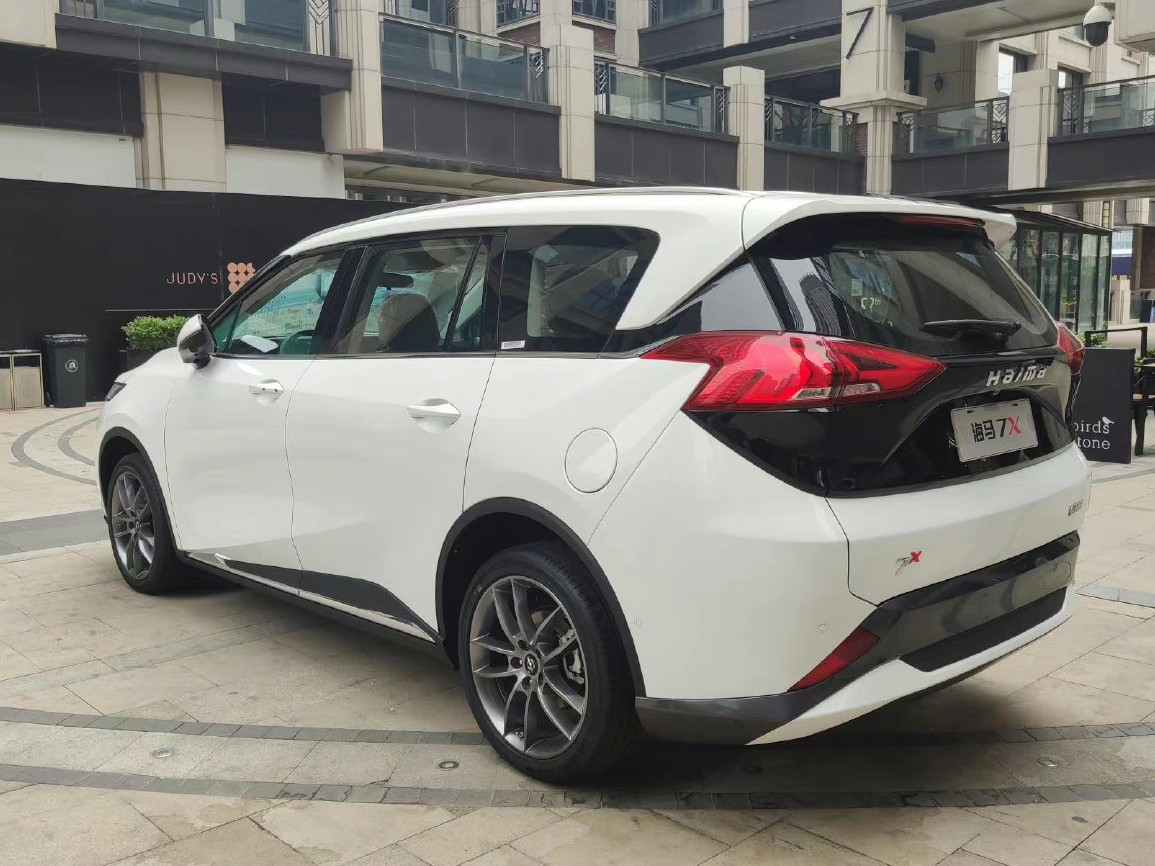
Вид сзади
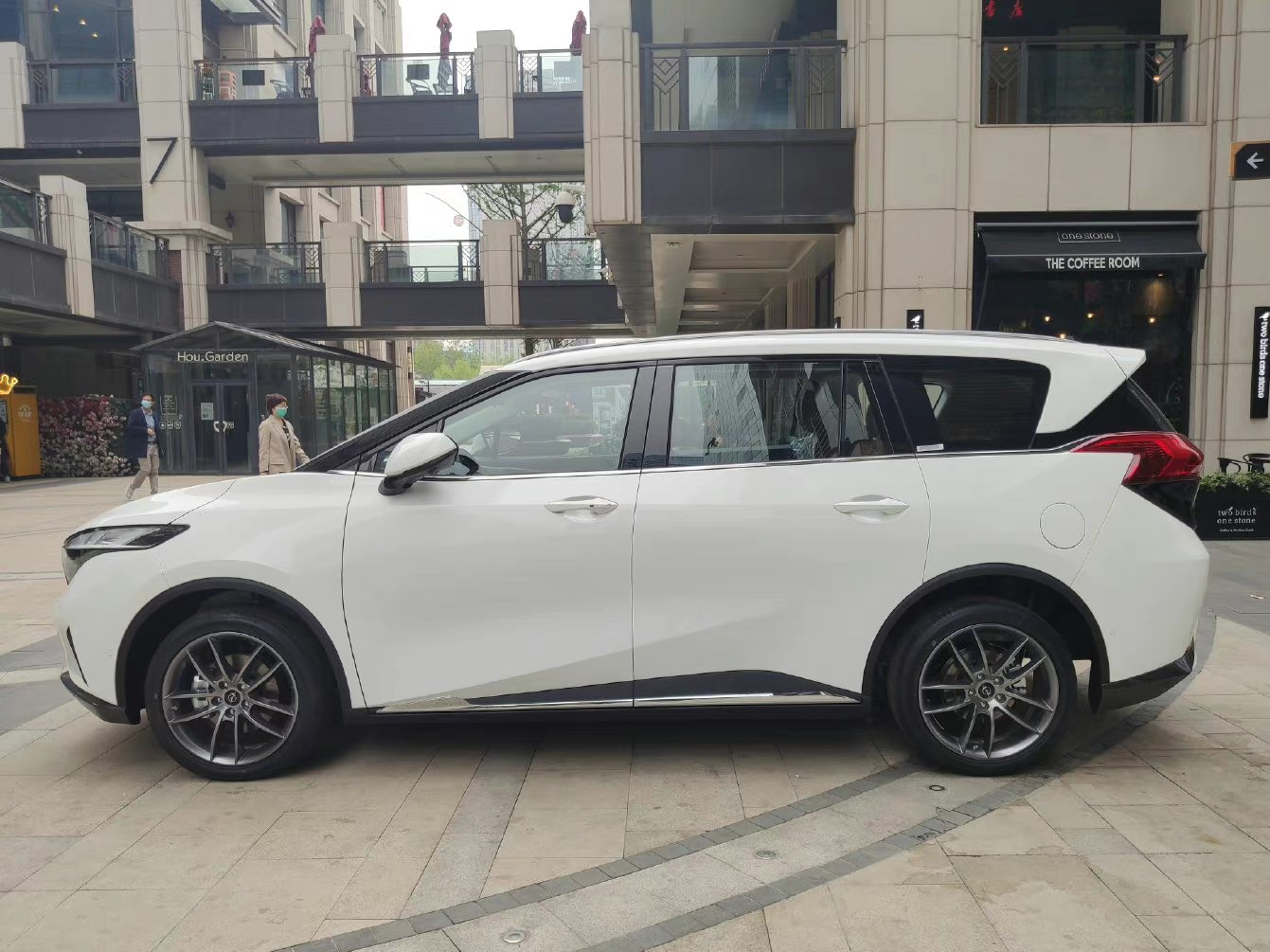
Вид сбоку